# Нікорник сірий
Ніко́рник сірий (Apalis cinerea) — вид горобцеподібних птахів родини тамікових (Cisticolidae). Мешкає в Африці на південь від Сахари.

## Підвиди
Виділяють три підвиди:

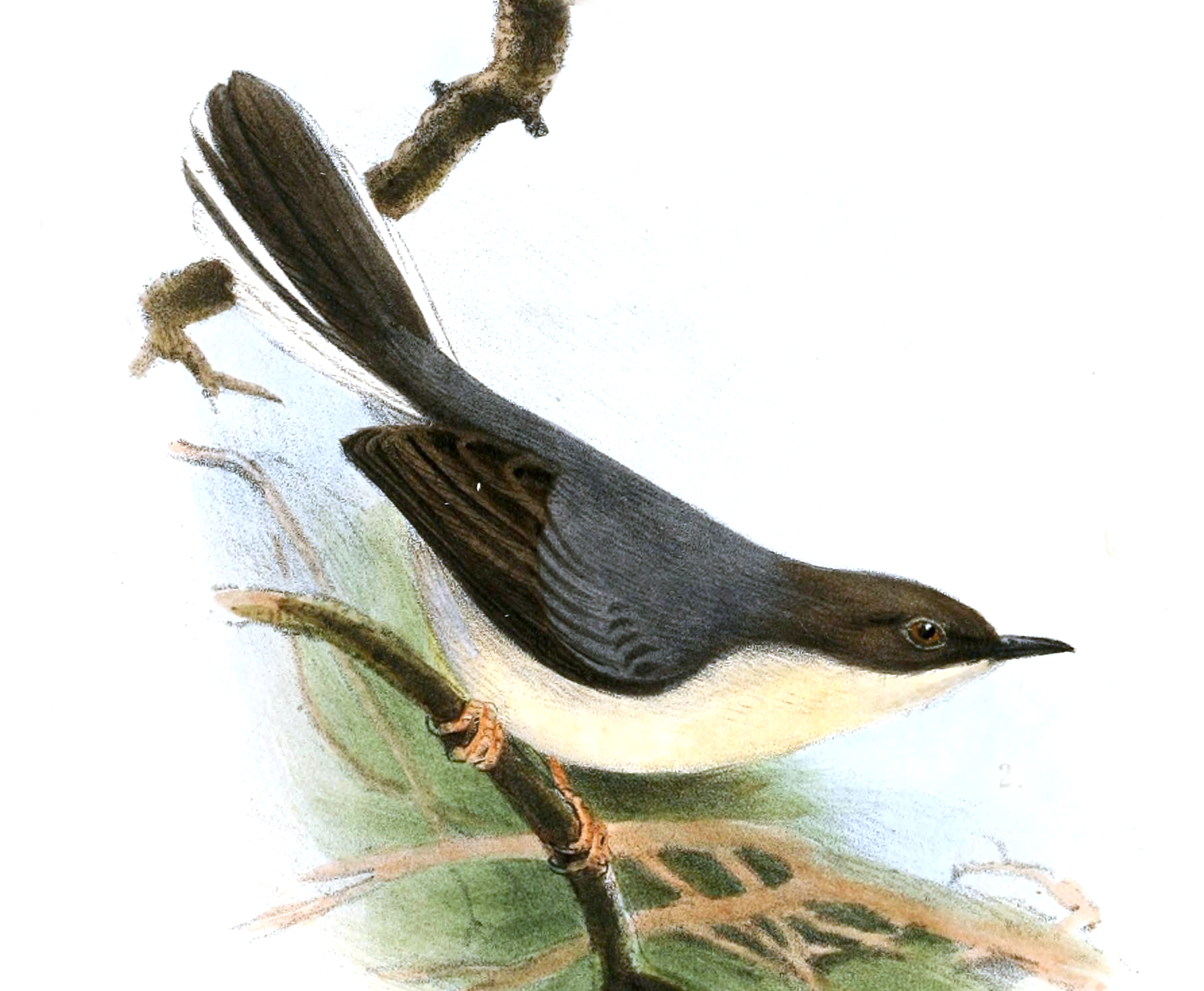
Сірий нікорник

- A. c. cinerea (Sharpe, 1891) — поширений від сходу ДР Конго і від Південного Судану до центральної Кенії, північно-західної Танзанії, також в південно-східній Нігерії, південно-західному Камеруні і північно-східному Габоні;
- A. c. sclateri (Alexander, 1903) — гора Камерун, острів Біоко;
- A. c. grandis Boulton, 1931 — захід Анголи.

Буроголовий нікорник раніше вважався конспецифічним з сірим нікорником.

## Поширення і екологія
Сірі нікорники мешкають в гірських тропічних лісах Камерунського нагір'я, на острові Біоко, в Габоні і Анголі, в гірських тропічних лісах регіону Африканських Великих озер на висоті від 800 до 3000 м над рівнем моря.